# القارة (عفرين)
القارة  قرية سوريّة تتبع إداريّاً لمحافظة حلب منطقة عفرين ناحية شران، بلغ تعداد سكانها 299 نسمة حسب التعداد السكاني لعام 2004.